# Across Miles
『Across Miles』（アクロス マイルズ）は、MindaRynの2作目のアルバム。2024年8月21日にLantisより発売された。

## 概要
今作についてMindaRynは「この2ndアルバムには、そんな経験、モノ、人との出会い、そして私が進んできた”Miles”も繋がった人との”Miles”も全てが”Across”した今の自分が詰まっています。そして、チャレンジのモチベーションはみなさんの”sMile”です。私のライブは、みなさんと楽しむパーティーだと思っているのですが、また、皆さんとたくさんの”sMile”が溢れるパーティーをするために、この”Across Miles”の楽曲を贈りたいと思います。」と述べている。。

2形態(初回生産限定盤と通常盤)でリリース

初回限定盤には、MindaRyn 1st LIVE “My Journey”のライブ映像をダイジェストで収録されたBlu-rayを同梱。。

## 収録曲
1. THIRD PARTY
作詞・作曲：Misaki (SpecialThanks) 編曲：小山寿
アーケードカードゲーム『機動戦士ガンダム アーセナルベースUNITRIBE』テーマソング
2. BLACK STAR
作詞：SACHIKO　作曲・編曲：小山 寿
7thシングル
特撮ドラマ『ウルトラマンブレーザー』前期エンディングテーマ
3. SURVIVE
作詞・作曲：SACHIKO　編曲：小山 寿
6thシングル
TVアニメ『彼女が公爵邸に行った理由』オープニングテーマ
4. HIBANA
作詞：SACHIKO　作曲・編曲：小山 寿
9thシングル
TVアニメ『戦国妖狐 世直し姉弟編』オープニングテーマ
5. Fireworks
作詞・作曲・編曲：Ryu(Ryu Matsuyama)
TVアニメ『彼女が公爵邸に行った理由』6話エンディングテーマ
6. searchlight
作詞・作曲・編曲：None Longfield
7. Remaining Story
作詞：國土佳音　作曲・編曲：小山 寿
実験動画『AURA BATTLER DUNBINE SIDE R』テーマソング
8. Miracle soup
作詞・作曲：SACHIKO　編曲：長澤孝志
TVアニメ『転生したらスライムだった件 第3期』エンディング主題歌第二弾
9. Way to go
作詞・作曲：Misaki（SpecialThanks）　編曲：長澤孝志
5thシングル
TVアニメ『神達に拾われた男2』オープニングテーマ
10. Shiny Girl
作詞・作曲：Misaki（SpecialThanks）　編曲：小山 寿
8thシングル
TVアニメ『SHY』オープニング主題歌
11. Void（Japanese Version）
作詞：RANANPAN　YANGYEUNPOONCHAI
作曲：PANUS NARKRUMPAI　訳詞・編曲：渡井翔太
タイの人気楽曲“Sing Kaung”の日本語カバー

### BD(初回盤のみ)
1. My Journey
2. BLUE ROSE knows
3. Way to go
4. START
5. My Evolution
6. Daylight
7. SURVIVE
8. kiss my cheek
9. Neverland Fantasy
10. Fireworks
11. YOU and I
12. Another world
13. Be the one
14. Like Flames
15. BRAND NEW OLD
16. Make Me Feel Better
17. Shine